# Son Rossinyol
Són Rossinyol és una petita possessió mallorquina del terme de Santanyí. Actualment la possessió té una superfície d'unes 24 hectàrees i està situada a prop del nucli de l'Alqueria Blanca, entre els camins de sa Teulera i el del pou des Rei. Fins a final del segle XIX la finca ocupava una superfície d'unes 89 d'hectàrees i incloïa altres contrades del municipi, actualment sagregades d'aquesta, com es Buscarró, n'Antiga, s'Antigor, es camp d'Amunt entre d'altres. El 1895 la possessió es començà a establir (parcel·lar i vendre). Durant aquest mateix segle era propietat dels nobles Vilallonga - Zafortesa tot i que haia estat llogada a la família Pou. La casa de la possessió, can Rossinyol, es troba al llogaret de l'Alqueria Blanca i contenia una torre de defensa, la qual actualment només es conserven alguna paret enrunada.